# Ngân hàng 0 đồng
Ngân hàng 0 đồng nói về các ngân hàng ở Việt Nam bị âm vốn, không thể tái cơ cấu được và bị Ngân hàng Nhà nước Việt Nam (NHNN) mua lại bắt buộc toàn bộ cổ phần với giá 0 đồng.
Hiện nay các ngân hàng trở thành ngân hàng 0 đồng đều do các nhà lãnh đạo phạm tội Cố ý làm trái quy định của Nhà nước về quản lý kinh tế gây hậu quả nghiêm trọng (theo Điều 165 Bộ Luật hình sự).
Vào tháng 12 năm 2015, Phó cục trưởng C46 (nay là C03) Nguyễn Trọng Long được truyền thông trong nước dẫn lời, theo đó nói số nợ xấu của ba ngân hàng 0 đồng (gồm GPBank, OceanBank và CBBank) và DongA Bank (bị NHNN vào ngày 13/8/2015 ra Quyết định kiểm soát đặc biệt)  là "khoảng 50-70 nghìn tỷ đồng".
Để tránh trường hợp phải tiếp tục dùng nguồn lực nhà nước, tiền thuế người dân để tái cơ cấu các ngân hàng yếu kém, âm vốn, chính quyền trong tương lai có thể cho phép ngân hàng phá sản.

## Bối cảnh
Vào thời điểm năm 2011 theo TS.Lê Xuân Nghĩa, chuyên gia tài chính ngân hàng, nền kinh tế lạm phát lên tới 20%, giá vàng một ngày có thể tăng giá đến 20 lần, người dân, ngân hàng, doanh nghiệp đổ xô vào kinh doanh vàng. Lãi suất tăng cao, thanh khoản bất ổn khiến các ngân hàng đua nhau tăng lãi suất. Hệ thống ngân hàng rơi vào tình trạng nguy hiểm, đặc biệt là những ngân hàng có những ông chủ là các tay buôn bất động sản.

## Danh sách
Theo NHNN tính đến cuối năm 2016, có 3 ngân hàng trong số 9 ngân hàng yếu kém được đặt vào kiểm soát đặc biệt và đã lâm vào tình trạng vốn chủ sở hữu âm nên giải pháp tự tái cấu trúc hoặc sáp nhập, hợp nhất tự nguyện không khả thi. Vì vậy, 3 ngân hàng TMCP này buộc phải được xử lý theo hình thức Nhà nước mua cổ phần bắt buộc với giá 0 đồng (tức là NHNN không phải bỏ tiền ra mua ngân hàng) để xử lý, cơ cấu lại một cách triệt để, toàn diện. Đó là OceanBank, GPBank và CB Bank.

### Ngân hàng Xây dựng
Ngân hàng Xây dựng (CB Bank), tiền thân là TrustBank, là ngân hàng đầu tiên bị NHNN mua lại bắt buộc toàn bộ cổ phần với giá 0 đồng vào ngày 2 tháng 2 năm 2015. Tại thời điểm cuối năm 2012 khi ngân hàng đã được liệt kê vào danh sách 9 ngân hàng yếu kém và bị kiểm soát, TrustBank lỗ lũy kế 8.765 tỷ đồng, vốn chủ sở hữu âm 5.711 tỷ đồng. Đến cuối năm 2014, phần vốn chủ sở hữu âm tới hơn 24.000 tỷ và lỗ lũy kế 27.000 tỷ đồng.
Trước khi bị mua lại, CB Bank có tổng cộng 551 cổ đông, trong đó 6 cổ đông pháp nhân và 545 cổ đông thể nhân. Các cổ đông pháp nhân gồm 3 cổ đông thuộc Khối văn phòng Nhà nước; 1 cổ đông là Ngân hàng Agribank và 1 cổ đông là doanh nghiệp nhà nước là Công ty lương thực Long An. Tuy nhiên gần 85% cổ phần của ngân hàng này nằm trong tay Phạm Công Danh.
Luật sư Phan Trung Hoài (bào chữa cho bị cáo Phạm Công Danh ngày 22.1.2018) cho là, khi CB Bank bị Ngân hàng Nhà nước mua lại với giá 0 đồng, ngân hàng này đang có 22 chi nhánh, 1.300 nhân sự và đang nắm giữ số lượng tài sản cầm cố hàng ngàn tỉ đồng. Vì vậy, việc ngân hàng Nhà nước mua lại CB Bank với giá 0 đồng là thiếu căn cứ.

### Ngân hàng Đại Dương
Ngân hàng Đại Dương (OceanBank) là trường hợp thứ 2 được mua lại với giá 0 đồng vào ngày 25/4/2015, giúp NHNN chủ động trong việc tái cơ cấu OceanBank, bảo đảm việc chi trả tiền gửi, ngăn ngừa sự lây lan yếu kém từ OceanBank đến các ngân hàng khác.
Nguyên Thống đốc NHNN Nguyễn Văn Bình cho biết, từ cuối năm 2011, NHNN đã phát hiện ra những bất ổn tại OceanBank. Cơ quan này đã tạo điều kiện và cơ hội để họ khắc phục. Tuy nhiên, qua hai lần thanh tra, các sai phạm tại OceanBank không những không khắc phục được mà lại còn nghiêm trọng hơn. Theo đó, NHNN phải dùng biện pháp này để xử lý ngân hàng này, cũng như ngăn chặn khả năng rủi ro lan ra hệ thống.
Trước khi bị mua lại, các cổ đông lớn của ngân hàng này gồm Tập đoàn Dầu khí Việt Nam (20%), Công ty TNHH VNT (20%), Công ty CP Tập đoàn Đại Dương (20%) và Công ty Cp Đầu tư và xây dựng Sông Đà (6,65%).
Nguyễn Thị Nga – nguyên Trưởng ban Tài chính kế hoach của OceanBank ngày 9/9/2017 khi bị thẩm vấn trong vụ án cho biết sau khi ngân hàng bị mua 0 đồng, lợi nhuận thu về sau 1 năm là hơn 1.000 tỷ đồng, đến nay con số thu hồi nợ có thể đã hơn 5.000 tỷ đồng.

### Ngân hàng Dầu khí Toàn cầu
Ngân hàng Dầu khí Toàn cầu (GP Bank) là ngân hàng thứ 3 bị NHNN mua lại bắt buộc toàn bộ cổ phần giá 0 đồng kể từ ngày 7 tháng 7 năm 2015.
Theo báo cáo tài chính kiểm toán 2014 thì tính đến ngày 2 tháng 4 năm 2015, tổng số lỗ lũy kế của GP.Bank lên đến 12.280 tỷ đồng, dẫn tới vốn chủ sở hữu bị âm 9.195 tỷ đồng (vốn điều lệ của GPBank là 3.018 tỷ đồng). Tỷ lệ nợ xấu của GPBank đạt tới con số cao kỷ lục 45,37%. Đồng thời, dư nợ cho vay khách hàng giảm mạnh, chỉ còn 6.669 tỷ đồng.
Trước khi bị mua lại 0 đồng, một số nguồn tin cho biết, nhóm nhà đầu tư có liên quan đến hai ông Tạ Bá Long và Đoàn Văn An (nguyên chủ tịch và phó chủ tịch ngân hàng, đã bị bắt) sở hữu phần lớn cổ phiếu của GPBank. Các pháp nhân nắm giữ khoảng 27% cổ phần ngân hàng. Có hai tổ chức nắm giữ trên 5% cổ phần bao gồm Công ty cổ phần Quản lý quỹ đầu tư FPT và công ty chứng khoán của một ngân hàng TMCP quốc doanh.

### Quản trị & điều hành
Đối với 3 NHTM vừa được NHNN mua lại, NHNN chỉ định Vietcombank quản trị, điều hành Ngân hàng Xây dựng và Vietinbank quản trị, điều hành Ngân hàng Đại Dương, Ngân hàng Dầu khí Toàn cầu. Các quan hệ kinh tế, tài chính giữa VietinBank, Vietcombank với 3 Ngân hàng Xây dựng, Dầu khí Toàn cầu và Đại Dương là quan hệ dân sự bình thường giữa hai pháp nhân độc lập.

## Vi phạm tại các cựu ngân hàng 0 đồng
Tại các ngân hàng 0 đồng trước đó, các chủ tịch HĐQT, tổng giám đốc đều bị khởi tố vì tội Cố ý làm trái quy định của Nhà nước về quản lý kinh tế gây hậu quả nghiêm trọng (theo Điều 165 Bộ Luật hình sự).

### Ngân hàng Xây dựng
Đây là đại án kinh tế với số tiền thất thoát lên đến trên 9.000 tỷ đồng – lớn nhất từ trước tới nay trong lịch sử ngành ngân hàng Việt Nam.
Ngày 9 tháng 9 năm 2016 tòa án sơ thẩm đã tuyên án Phạm Công Danh (nguyên chủ tịch HĐQT) 30 năm tù, Phan Thành Mai (nguyên Tổng giám đốc, thành viên HĐQT) 22 năm tù, Mai Hữu Khương (nguyên Giám đốc Chi nhánh SG, thành viên HĐQT) 20 năm tù, Hoàng Đình Quyết 19 năm tù, Nguyễn Quốc Viễn 9 năm tù. Có 23 bị cáo chịu án tù 3 năm đến 7 năm và 8 bị cáo được hưởng án treo.

### Ngân hàng Đại Dương
Viện kiểm sát nhân dân Tối cao vào ngày 23 tháng 12 năm 2016 đã tống đạt cáo trạng truy tố đối với bị can Hà Văn Thắm (nguyên chủ tịch HĐQT). Cáo trạng đưa ra ba tội: vi phạm quy định về cho vay trong hoạt động của các tổ chức tín dụng, lợi dụng chức vụ quyền hạn trong khi thi hành công vụ và cố ý làm trái quy định của nhà nước về quản lý kinh tế gây hậu quả nghiêm trọng. Ngoài ra 46 người khác cũng bị truy tố, trong đó có một số bị can là lãnh đạo cấp cao của OceanBank như Nguyễn Xuân Sơn, Nguyễn Minh Thu (đều nguyên tổng giám đốc); Nguyễn Văn Hoàn, Lê Thị Thu Thủy (nguyên phó tổng giám đốc).
Trong đại án này, hơn 1000 tỷ tiền Nhà nước 'bốc hơi':
- Tập đoàn dầu khí Việt Nam có 20% cổ phần, tương đương 800 tỷ đồng.
- Công ty Cổ phần đầu tư và xây dựng Sông Đà cũng góp 266 tỷ đồng (tương đương 6,65% cổ phần).

### Ngân hàng Dầu khí Toàn cầu
Ngày 17 tháng 7 năm 2015, Cơ quan CSĐT Bộ Công an đã tiến hành thực hiện quyết định khởi tố vụ án "Cố ý làm trái quy định của Nhà nước về quản lý kinh tế gây hậu quả nghiêm trọng xảy ra tại Ngân hàng Thương mại Cổ phần Dầu khí Toàn cầu (GP.Bank)" gây thiệt hại cho GP bank hơn 5.500 tỉ đồng. Các bị can, Tạ Bá Long (nguyên chủ tịch HĐQT), Đoàn Văn An (nguyên phó chủ tịch HĐQT) bị tạm giam.
Ngày 18 tháng 3 năm 2016, cơ quan CSĐT - Bộ Công an khởi tố ông Phạm Quyết Thắng (nguyên tổng giám đốc) cùng ba người khác là Nguyễn Anh Dung, nguyên kế toán trưởng GP Bank; Nguyễn Ngọc Nam, Giám đốc Công ty TNHH - CN Sao Bắc (Công ty Sao Bắc) và Hoàng Công Hợp, Chủ tịch HĐQT Công ty cổ phần DTXD - PTHT Thành Trung (Công ty Thành Trung).
Bị cáo buộc đã rút 3.900 tỷ đồng của ngân hàng cho các công ty "sân sau" vay khiến gây thiệt hại, chiều 29/12/2017, TAND Hà Nội tuyên phạt ông Tạ Bá Long (62 tuổi, nguyên chủ tịch HĐQT GPBank) án 5 năm tù, Đoàn Văn An (59 tuổi, cựu phó chủ tịch HĐQT GPBank) án 13 năm, Phạm Quyết Thắng (44 tuổi, nguyên tổng giám đốc GPBank) án 5 năm, Nghiêm Tiến Sỹ (44 tuổi, cựu phó tổng giám đốc GPBank) 4 năm, Nguyễn Ngọc Nam (41 tuổi, giám đốc Công ty Sao Bắc) 5 năm tù, Nguyễn Anh Dung (39 tuổi, cựu kế toán trưởng GPBank) tù treo 3 năm.

## Xử lý ngân hàng 0 đồng
Theo TS.Lê Xuân Nghĩa nên xử lý dứt điểm những NH mua 0 đồng. Ông cho là, dù là mua hay không mua, các NH 0 đồng đều là một tổn thất tài chính lớn. Việc mua lại chỉ giữ được lòng tin của thị trường trong ngắn hạn. Vì vậy, không thể tiếp tục kéo dài tổn thất tài chính đối với 3 NH 0 đồng mà cần phải xử lý dứt điểm bằng hai cách: một là sáp nhập, hai là bán lại cho các NH khác kể cả NH nước ngoài theo nguyên tắc thị trường. Và với mục tiêu đảm bảo sự ổn định của hệ thống tài chính chứ không vì các lợi ích tài chính đơn thuần. Để xử lý các NH này, Chính phủ ưu tiên bán cho các nhà đầu tư (NĐT) và cần có thái độ dứt khoát về giá cả, thủ tục, tránh đặt ra các điều kiện làm nản lòng các NĐT. Không thể buộc NĐT phải bù đắp những tổn thất tài chính do những yếu kém trong quá khứ của những NH này.

### Dự định bán ngân hàng 0 đồng cho đối tác nước ngoài
Tại Diễn đàn phát triển Việt Nam năm 2016 (VDF 2016), Thủ tướng Chính phủ Nguyễn Xuân Phúc cho biết, Ngân hàng Phát triển châu Á (ADB) cùng với một đối tác tư nhân Việt Nam đang có kế hoạch xử lý mua lại một ngân hàng 0 đồng và có thể giới thiệu cho những đối tác khác để hỗ trợ Việt Nam trong xử lý nợ xấu và các ngân hàng thương mại yếu kém.
TS. Nguyễn Đức Kiên, Phó chủ nhiệm Uỷ ban Kinh tế Quốc hội, cho rằng, mục tiêu của Chính phủ là đẩy mạnh xử lý nợ xấu trong 2 năm tới để tổ chức tín dụng từng bước mạnh lên và hạ được lãi suất cho vay sao cho tương đương với mặt bằng lãi suất trong khu vực.

### Xử lý dứt điểm
Trong cuộc họp báo Thông tin kết quả hoạt động ngân hàng năm 2016 và triển khai nhiệm vụ năm 2017 diễn ra sáng ngày 4 tháng 1 năm 2017, ông Nguyễn Văn Hưng, Phó Chánh Thanh tra NHNN cho biết, 3 NH 0 đồng cùng 2 TCTD yếu kém khác, Ngân hàng Đông Á và Ngân hàng Sài Gòn Thương tín (Sacombank), sẽ là trọng tâm xử lý của NHNN trong năm 2017. Mặc dù các ngân hàng này đã được cải thiện không gây ra đổ vỡ toàn hệ thống nhưng vẫn cần biện pháp xử lý dứt điểm.

## Dừng mua ngân hàng giá 0 đồng
Ngày 12-4-2017, cổng thông tin điện tử Chính phủ chính thức đưa thông tin dừng mua ngân hàng giá 0 đồng.Từ nay các ngân hàng yếu kém sẽ được đưa vào diện kiểm soát đặc biệt. Theo dự thảo quy định mới về phát hiện và xử lý tổ chức tín dụng được kiểm soát đặc biệt, sẽ có các phương án xử lý bao gồm: Phương án phục hồi; phương án xử lý pháp nhân (sáp nhập, hợp nhất, bán toàn bộ vốn điều lệ, giải thể, phá sản) và cuối cùng là phương án chuyển giao bắt buộc tổ chức tín dụng được kiểm soát đặc biệt. Tại phương án chuyển giao bắt buộc, chủ sở hữu, thành viên góp vốn, cổ đông của tổ chức tín dụng được kiểm soát đặc biệt phải chuyển giao toàn bộ phần vốn góp, cổ phần cho tổ chức tín dụng được chỉ định hoặc NHNN.

## Phá sản ngân hàng
Trong cuộc Toạ đàm "Nhu cầu hoàn thiện pháp luận nhằm thục đẩy tái cơ cấu hệ thống ngân hàng, xử lý nợ xấu và đáp ứng yêu cầu hội nhập" do Ủy ban thường vụ Quốc hội tổ chức, TS. Lê Thị Nga, Phó Chủ nhiệm Ủy ban Tư pháp của Quốc hội khuyến nghị giải pháp mua lại bắt buộc 0 đồng chỉ nên là giải pháp trước mắt, giải pháp tình thế, cho phá sản ngân hàng "là phương án cần được tính đến, được các chuyên gia (như Quỹ Tiền tệ Quốc tế (IMF)) khuyến nghị. Để một ngân hàng phá sản sẽ là một bài học tốt cho cả giới ngân hàng lẫn người dân gửi tiền, một biện pháp hữu hiệu chống lại thói "ỷ thế làm liều" của cả hai bên".

### Mặt tích cực
Việc cho phá sản ngân hàng sẽ mang lại một số hệ quả tích cực. Thứ nhất, người gửi tiền sẽ phải cân nhắc, lựa chọn kỹ hơn địa chỉ mình muốn gửi tiền vào. Thay vì chỉ nhắm đến các ngân hàng có mức lãi suất cao thì nay họ cũng phải quan tâm đến yếu tố an toàn cho khoản tiền của mình. Điều này sẽ góp phần làm giảm hiện tượng chạy đua lãi suất huy động trong hệ thống. Các ngân hàng có chất lượng tốt, quản trị minh bạch, thanh khoản dồi dào sẽ không phải chạy theo các ngân hàng nhỏ trong việc nâng lãi suất huy động để giữ chân người gửi tiền, từ đó họ có thể cắt giảm lãi suất cho vay nhờ nguồn tiền huy động có chi phí thấp.
Thứ hai, quan trọng hơn, các ông chủ ngân hàng kinh doanh thiếu minh bạch sẽ không dễ để huy động nguồn vốn rồi cho vay các dự án sân sau như trước. Qua đó, nợ xấu phát sinh do cho vay không đúng mục đích sẽ được hạn chế, NHNN cũng không phải can thiệp, giải cứu các ngân hàng làm ăn thua lỗ đến mức âm vốn chủ sở hữu nữa.

### Mặt tiêu cực
Tuy nhiên, trên thực tế, việc phá sản một tổ chức tín dụng (TCTD) là một vấn đề có tác động mạnh đến nền kinh tế, ảnh hưởng đến quyền lợi hợp pháp của người gửi tiền, làm giảm sút lòng tin của người dân đối với các TCTD, có thể dẫn đến đổ vỡ hệ thống các TCTD, ảnh hưởng đến sự điều tiết kinh tế vĩ mô của Chính phủ 

### Tiền gửi của dân
Theo Nghị định Quy định chi tiết và hướng dẫn thi hành Luật Bảo hiểm tiền gửi, số tiền bảo hiểm được trả cho tất cả các khoản tiền gửi bao gồm cả gốc và lãi của một người gửi tiền (một cá nhận hoặc người đại diện theo pháp luật) tại một tổ chức tham gia bảo hiểm tiền gửi tối đa là 50 triệu đồng. Điều này có nghĩa là cho dù người gửi tiền có gửi 1 tỷ đồng tại một ngân hàng thì khi ngân hàng này phá sản, Bảo hiểm tiền gửi Việt Nam sẽ chỉ chi trả cho người gửi tiền trên tối đa là 50 triệu đồng. Còn tiền thu được từ hoạt động thanh lý tài sản ngân hàng khi phá sản, theo trình tự ưu tiên, ngân hàng sẽ tiến hành chi trả cho chủ nợ là cơ quan thuế đầu tiên, tiếp đến chính là người gửi tiền, thứ ba là các tổ chức tín dụng trên thị trường liên ngân hàng, thứ tư là người sở hữu trái phiếu ngân hàng, thứ năm là các nhà cung cấp sản phẩm dịch vụ và cuối cùng là cổ đông của ngân hàng.

### Thí điểm cho phá sản ngân hàng
Phát biểu tại phiên thảo luận tổ ở Quốc hội sáng ngày 22 tháng 10 năm 2016, Phó thủ tướng Vương Đình Huệ khẳng định Chính phủ sẽ quyết liệt trong tái cơ cấu kinh tế, không cứu vớt các ngân hàng, doanh nghiệp yếu kém, bằng cách mua lại các ngân hàng 0 đồng: "Chính phủ cũng đề xuất giải pháp mạnh hơn là thí điểm cho phá sản ngân hàng, tổ chức tín dụng yếu kém." 